# Lista chorążych reprezentacji Samoa Amerykańskiego na igrzyskach olimpijskich
Lista chorążych reprezentacji Samoa Amerykańskiego na igrzyskach olimpijskich – lista zawodników i zawodniczek reprezentacji Samoa Amerykańskiego, którzy podczas ceremonii otwarcia nowożytnych igrzysk olimpijskich nieśli flagę narodową.

## Chronologiczna lista chorążych
| Lp. | Rok i miejsce        | Chorąży             | Dyscyplina           |
| --- | -------------------- | ------------------- | -------------------- |
| 1   | 1988, Seul           | Maselino Masoe      | Boks                 |
| 2   | 1992, Barcelona      | b.d.                | b.d.                 |
| 3   | 1994, Lillehammer    | Faauuga Muagututia  | Bobsleje             |
| 4   | 1996, Atlanta        | Maselino Masoe      | Boks                 |
| 5   | 2000, Sydney         | Lisa Misipeka       | Lekkoatletyka        |
| 6   | 2004, Ateny          | Lisa Misipeka       | Lekkoatletyka        |
| 7   | 2008, Pekin          | Silulu Aʻetonu      | Judo                 |
| 8   | 2012, Londyn         | Ching Wei           | Pływanie             |
| 9   | 2016, Rio de Janeiro | Tanumafili Jungblut | Podnoszenie ciężarów |
| 10  | 2020, Tokio          | Tilali Scanlan      | Pływanie             |
| 10  | 2020, Tokio          | Tanumafili Jungblut | Podnoszenie ciężarów |
| 11  | 2022, Pekin          | Nathan Crumpton     | Skeleton             |